# Briefmarken-Jahrgang 1981 der Deutschen Bundespost
Der Briefmarken-Jahrgang 1981 der Deutschen Bundespost umfasste 36 Sondermarken, Dauermarken wurden in diesem Jahr nicht herausgegeben. Allerdings erfolgte in diesem Jahr erstmals die Ausgabe von Automatenmarken, die zum 2. Januar Gültigkeit erlangten und ursprünglich auch katalogmäßig dem Jahrgang zugeordnet worden waren; diese Zuordnung erwies sich später als unzweckmäßig und wurde wieder aufgehoben, was auch die Nummernlücke zwischen den Jahrgängen 1980 und 1981 erklärt.
Alle seit dem 1. Januar 1969 ausgegebenen Briefmarken waren unbeschränkt frankaturgültig, es gab kein Ablaufdatum wie in den vorhergehenden Jahren mehr.
Durch die Einführung des Euro als europäische Gemeinschaftswährung zum 1. Januar 2002 wurde diese Regelung hinfällig.
Die Briefmarken dieses Jahrganges konnten allerdings bis zum 30. Juni 2002 genutzt werden. Ein Umtausch war noch bis zum 30. September in den Filialen der Deutschen Post möglich, danach bis zum 30. Juni 2003 zentral in der Niederlassung Philatelie der Deutschen Post AG in Frankfurt.

## Liste der Ausgaben und Motive
Legende
- Bild: Eine bearbeitete Abbildung der genannten Marke. Das Verhältnis der Größe der Briefmarken zueinander ist in diesem Artikel annähernd maßstabsgerecht dargestellt. Sollten keine Marken abgebildet sein, liegt es daran, dass das Urheberrecht des Künstlers noch nicht erloschen ist.
- Beschreibung: Eine Kurzbeschreibung des Motivs und/oder des Ausgabegrundes. Bei ausgegebenen Serien oder Blocks werden die zusammengehörigen Beschreibungen mit einer Markierung versehen eingerückt.
- Wert: Der Frankaturwert der einzelnen Marke in Pfennig. Ein „+“ bedeutet, dass es sich um eine Zuschlagsmarke handelt (= Frankaturwert + Spende).
- Ausgabedatum: Das Datum des erstmaligen Verkaufs dieser Briefmarke.
- Auflage: Soweit bekannt, wird hier die zum Verkauf angebotene Anzahl dieser Ausgabe angegeben.
- Entwurf: Soweit bekannt, wird hier angegeben, von wem der Entwurf dieser Marke stammt.
- Mi.-Nr.: Diese Briefmarke wird im Michel-Katalog unter der entsprechenden Nummer gelistet.

| Sondermarken | |                  |                       |             |                              |       |
| Bild         | Beschreibung | Werte in Pfennig | Ausgabe- datum (1981) | Auflage     | Entwurf                      | MiNr. |
|              | 100. Geburtstag von Elly Heuss-Knapp (1881–1952)                                                                 | 60               | 15. Januar            | 31.650.000  | Elisabeth von Janota-Bzowski | 1082  |
|              | Internationales Jahr der Behinderten                                                                             | 60               | 15. Januar            | 32.650.000  | Arthur Löffelhardt           | 1083  |
|              | Europäische Denkmalschutzkampagne „Renaissance der Städte“ historisches Stadtbild                                | 60               | 15. Januar            | 31.000.000  | Otto Rohse                   | 1084  |
|              | 300. Geburtstag von Georg Philipp Telemann (1681–1767)                                                           | 60               | 12. Februar           | 31.200.000  | Elisabeth von Janota-Bzowski | 1085  |
|              | Integration Ausländischer Arbeitnehmerfamilien Deutsche Familien beim Besuch einer Ausländerfamilie              | 50               | 12. Februar           | 32.650.000  | Albrecht Ade                 | 1086  |
|              | Umweltschutz Schmetterling, Fisch und Zweig eines Baumes, zur Hälfte durch schädliche Umwelteinflüsse geschädigt | 60               | 12. Februar           | 31.000.000  | Heinz Schillinger            | 1087  |
|              | Europäische Patentorganisation München                                                                           | 60               | 12. Februar           | 31.000.000  | Erwin Poell                  | 1088  |
|              | Gesundheit durch Vorsorge gegen Krebs Szintigramm                                                                | 40               | 12. Februar           | 31.000.000  | Werner Götzinger             | 1089  |
|              | Für die Jugend, Historische Optische Instrumente - Borda-Kreis um 1800                                           | 40+20            | 10. April             | 6.196.000   | Heinz Schillinger            | 1090  |
|              | - Spiegelfernrohr um 1770                                                                                        | 50+25            | 10. April             | 6.283.000   | Heinz Schillinger            | 1091  |
|              | - Binokularmikroskop um 1860                                                                                     | 60+30            | 10. April             | 6.227.000   | Heinz Schillinger            | 1092  |
|              | - Oktant um 1775                                                                                                 | 90+45            | 10. April             | 5.976.000   | Heinz Schillinger            | 1093  |
|              | Für den Sport - Rudern                                                                                           | 60+30            | 10. April             | 6.949.000   | Gerd Aretz                   | 1094  |
|              | - Segelfliegen                                                                                                   | 90+45            | 10. April             | 6.214.000   | Gerd Aretz                   | 1095  |
|              | Europamarken Folklore - Tracht aus dem Schwarzwald                                                               | 50               | 7. Mai                | 116.541.000 | Elisabeth von Janota-Bzowski | 1096  |
|              | - Tracht aus Friesland                                                                                           | 60               | 7. Mai                | 156.541.000 | Elisabeth von Janota-Bzowski | 1097  |
|              | 19. Deutscher Evangelischer Kirchentag 1981 in Hamburg Jerusalemkreuz und horizontale Linien                     | 50               | 7. Mai                | 31.450.000  | Günter Jacki                 | 1098  |
|              | 450. Todestag von Tilman Riemenschneider (um 1460–1531) Detail aus einem Kreuzigungsaltar um 1485 bis 1490       | 60               | 7. Mai                | 33.750.000  | Bruno K. Wiese               | 1099  |
|              | Polarforschung Deutsche Antarktis Forschungsstation Georg-von-Neumayer-Station                                   | 110              | 16. Juli              | 22.300.000  | Rainer Blumenstein           | 1100  |
|              | Energieforschung Solarmodul                                                                                      | 50               | 16. Juli              | 28.800.000  | Ernst Jünger                 | 1101  |
|              | Tierschutz Küken eines Blässhuhns Fulica atra                                                                    | 60               | 16. Juli              | 33.300.000  | Erna de Vries                | 1102  |
|              | Entwicklungszusammenarbeit Vier sich gegenseitig haltende Hände unterschiedlicher Hautfarben                     | 90               | 16. Juli              | 21.700.000  | Albrecht Ade                 | 1103  |
|              | 150. Geburtstag von Wilhelm Raabe (1831–1910)                                                                    | 50               | 13. August            | 33.550.000  | Bruno K. Wiese               | 1104  |
|              | Grundgedanken der Demokratie - Rechtsstaat                                                                       | 40               | 13. August            | 33.750.000  | Günter Jacki                 | 1105  |
|              | - Gewaltenteilung                                                                                                | 50               | 13. August            | 34.400.000  | Günter Jacki                 | 1106  |
|              | - Volkssouveränität                                                                                              | 60               | 13. August            | 35.500.000  | Günter Jacki                 | 1107  |
|              | Wohlfahrtsmarken: gefährdete Moor-, Sumpfwiesen- und Wasserpflanzen - Wassernuss, Trapa natans                   | 40+20            | 8. Oktober            | 16.589.000  | Heinz Schillinger            | 1108  |
|              | - Seekanne, Nymphoides peltata                                                                                   | 50+25            | 8. Oktober            | 14.906.000  | Heinz Schillinger            | 1109  |
|              | - Wasserfeder, Hottonia palustris                                                                                | 60+30            | 8. Oktober            | 18.040.000  | Heinz Schillinger            | 1110  |
|              | - Wasser-Lobelie, Lobelia dortmanna                                                                              | 90+45            | 8. Oktober            | 7.627.000   | Heinz Schillinger            | 1111  |
|              | Tag der Briefmarke - Szene an einer Poststation um 1855                                                          | 60               | 8. Oktober            | 31.825.000  | Elisabeth von Janota-Bzowski | 1112  |
|              | Weihnachtsmarke - Die Geburt Christi, Hinterglasmalerei aus Sandl um 1840                                        | 60+30            | 12. November          | 11.568.000  | Paul Froitzheim              | 1113  |
|              | 750. Todestag von Elisabeth von Thüringen (1207–1231) Lübecker Elisabeth-Zyklus, Detail aus Tafel 16             | 50               | 12. November          | 30.775.000  | Rolf Lederbogen              | 1114  |
|              | 150. Todestag von Carl von Clausewitz (1780–1831)                                                                | 60               | 12. November          | 32.200.000  | Elisabeth von Janota-Bzowski | 1115  |
|              | 100 Jahre Sozialversicherung                                                                                     | 60               | 12. November          | 32.000.000  | Coordt von Mannstein         | 1116  |
|              | 20 Jahre Antarktisvertrag Karte der Antarktis                                                                    | 100              | 12. November          | 23.950.000  | Ernst Jünger                 | 1117  |